# James Hepburn
James Hepburn, 4. hrabě z Bothwellu (anglicky fourth earl of Bothwell, (cca 1534 – 14. duben 1578, Hørve, Sjælland, Dánsko)) byl skotský protestantský šlechtic, syn Patrica Hepburna a Agnes Sinclayrové, který je znám především díky tomu, že byl třetím manželem Marie Stuartovny, královny skotské. Za svého života zastával posty šerifa v hrabstvích Berwickshire, Haddingtonshire a v Edinburghu, dohlížel také na hrady Crichton a Hailes. Po smrti svého otce zdědil funkci admirála a právě titul earla z Bothwellu. Ve Skotsku nebyl moc oblíben, protože měl velice špatnou až zlou povahu. Anglický diplomat Nicholas Throckmorton se o něm vyjádřil, že je „nadutý, ukvapený a nebezpečný mladý muž“.

## Před svatbou s královnou
Přestože Bothwell byl protestant, podporoval katoličku vévodkyni Marii de Guise, matku Marie Stuartovny a manželku krále Jakuba V., a pomáhal jí chránit královský majetek proti ostatním protestantským skotským lordům. Po její smrti roku 1560 pro něj nezbylo u dvora významnější místo a tak v dalších událostech sehrál pouze malou roli. Několikrát se však v tomto období setkal s Marií Stuartovnou. Poprvé se tak stalo na podzim roku 1560, když byl ve Francii, půl roku nato znovu a také v červenci 1561, pokaždé proto, aby si od ní půjčil peníze. Až v roce 1565 byl královnou povolán, aby jí pomohl s potlačením rebelů ve Skotsku v srpnu až září (toto povstání je známé jako „Chaseabout Raid“). Po úspěšné likvidaci povstalců se dostal k možnosti ovlivňovat státní záležitosti společně se šlechtici Huntlym, Argyllem a Maitlandem, čehož pochopitelně začal využívat ve svůj prospěch. Postupem času získával stále větší moc a těšil se královnině přízni.

## Zavražděni Darnleye a svatba s Marií
Desátého února 1567 došlo k vraždě druhého manžela Marie Stuartovny, jejího bratrance Jindřicha Stuarta, lorda Darnleye. Darnley pobýval v Edinburghu v domě zvaném „Kirk o’Field“ (tzn. Kostel v polích) od prvního února a léčil se ze své nemoci. Královna odjela na slavnost a nechala nemocného Darnleye se služebnictvem v domě. V noci se od Kirk o’Field ozvala exploze, ráno bylo v zahradě u domu objeveno uškrcené tělo Darnleye a jeho sluhy. Je velice pravděpodobné, že ten, kdo naplánoval Darnleyovu smrt, byl James Hepburn. Otázkou zůstává, zda se souhlasem nebo nesouhlasem královny. Po atentátu byl zatčen a souzen, ovšem byl zanedlouho propuštěn.
Po soudním procesu odvezl (některé zdroje udávají, že jí unesl) královnu Marii do Dunbaru. 15. května 1567 se s ní oženil (nebyla to však jeho první svatba, už byl jednou ženatý s Jane Gordonovou, kterou si vzal 24. února 1566, ale vydrželi spolu pouhý rok), čímž získal titul „vévoda z Orknejí a Shetland“. Královna však kvůli této svatbě přišla o podporu Španělů, Francouzů a papeže. Nedlouho poté došlo k povstání katolických i protestantských lordů. V červnu 1567 se královská a povstalecká armáda potkaly, ale nedošlo k bitvě. Královna se vzdala a byla zajata, Bothwell uprchl ze Skotska. Vládl pouhých pět týdnů.

## Smrt
Po útěku ze Skotska se Bothwell dostal do Norska, kde ale byl zatčen a až do své smrti dne 14. dubna 1578 držen ve vězení na hradě Dragsholm v Dánsku.